# Xylocarpus granatum
Xylocarpus granatum är en tvåhjärtbladig växtart som beskrevs av Koen.. Xylocarpus granatum ingår i släktet Xylocarpus och familjen Meliaceae. IUCN kategoriserar arten globalt som livskraftig. Inga underarter finns listade i Catalogue of Life.